# Carnival Vista
Carnival Vista est un navire de croisière exploité par la compagnie Carnival Cruise Line. Il est le navire de tête de sa classe homonyme, qui comprend deux autres navires de la même compagnie : Carnival Horizon et Carnival Panorama, ainsi que deux navires opérant d'abord sous la marque Costa : Costa Venezia et Costa Firenze.

## Historique

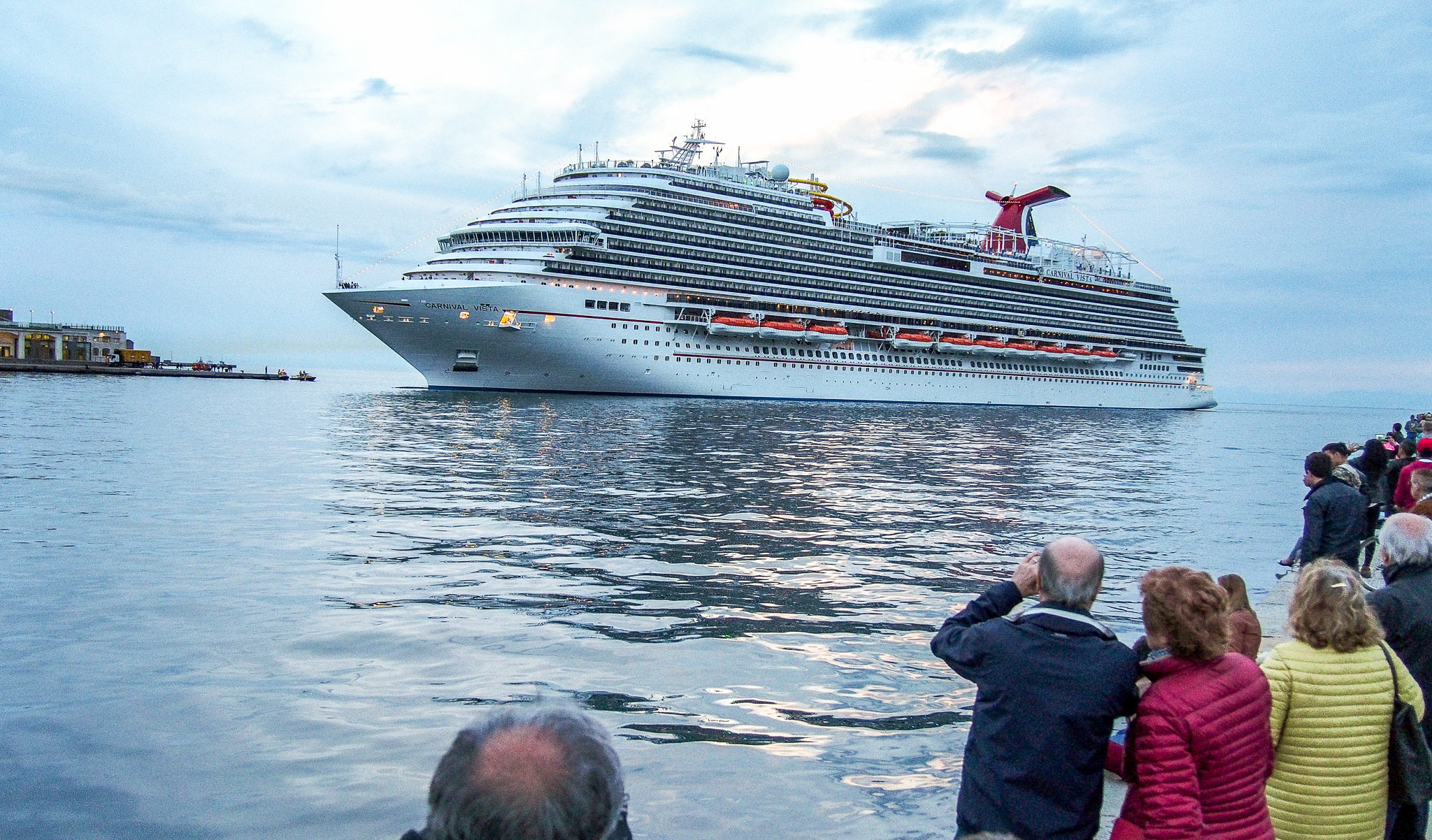
Carnival Vista le 30 avril 2016.

Le navire a été livré le 28 avril 2016. Les essais en mer ont été achevés en mars 2016. Le voyage inaugural du navire a débuté le 1er mai 2016 depuis Trieste, en Italie, pour une croisière de 13 jours en Europe qui s'est terminée à Barcelone, en Espagne. Carnival Vista est le premier navire de Classe Vista de Carnival. Le navire a été baptisé à New York par sa marraine, Miss USA 2016 Deshauna Barber.
Le 28 août 2016, son sillage a causé d'importants dégâts au port touristique de Marina del Nettuno, près de Messine, en Italie,.
Le 21 juin 2019, Carnival Cruise Line a annoncé que trois croisières programmées seraient annulées en raison de problèmes de performances du système de propulsion. Le navire de transport lourd BOKA Vanguard a été utilisé comme cale sèche flottante pour les réparations du système de propulsion azipod,,,. Cette opération était initialement prévue dans les cales sèches du chantier naval de Grand Bahama avant l'effondrement d'une des grues du chantier naval sur le paquebot Oasis of the Seas de Royal Caribbean.

## Conception et construction
En tonnage brut, le Carnival Vista était le plus grand navire de la flotte de Carnival Cruise Line avant la livraison du Carnival Horizon, son navire jumeau construit en 2018. Le navire a été construit par le chantier naval Fincantieri de Monfalcone (Gorizia) et a été livré en avril 2016. La première tôle du navire a été découpée fin février 2014 et la quille a été posée en octobre 2014. La cérémonie de remise des médailles a eu lieu en juin 2015.
Carnival Vista a été le premier navire de croisière Carnival équipé d'unités de propulsion azipod ABB après le Carnival Miracle construit en 2004 .

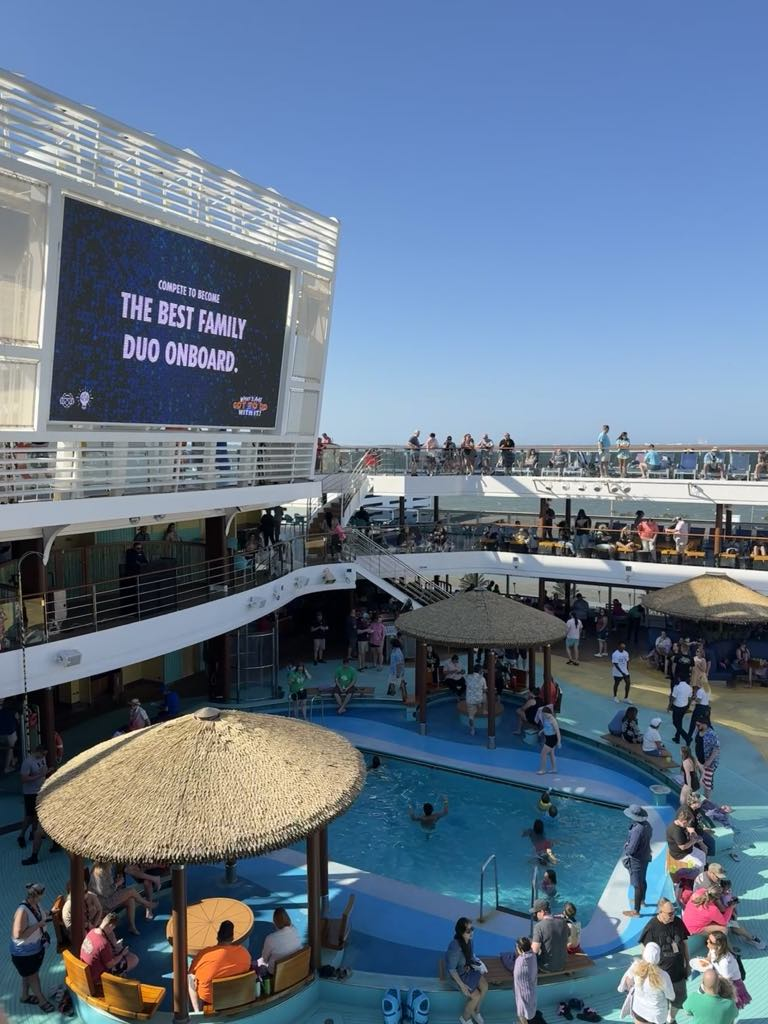
Photo du pont principal

## Port d'attache
De mai à octobre 2016, Carnival Vista a effectué une saison inaugurale en Méditerranée avant de se repositionner à New York et d'y proposer quelques croisières. Il a ensuite déménagé dans son nouveau port d'attache à Miami, en Floride, en novembre 2016, où il a navigué toute l'année jusqu'en septembre 2018, date à laquelle il a déménagé à Galveston, au Texas. Il effectuait des croisières de six, sept et huit jours dans les Caraïbes avec des escales telles que Ocho Rios, Montego Bay, Grand Cayman, Cozumel, Aruba, Curaçao et Bonaire.
Depuis son déménagement à Galveston, Carnival Vista propose deux itinéraires principaux : Cozumel, Grand Cayman et Montego Bay, ainsi qu'un itinéraire avec des escales à Cozumel, au Belize et à Roatán.
Son port d'attache déménagera à Port Canaveral (Orlando, Floride) en novembre 2023. Après le transfert des ports d'attache, le Carnival Vista sera remplacé par le futur Carnival Jubilee.

## Incidents

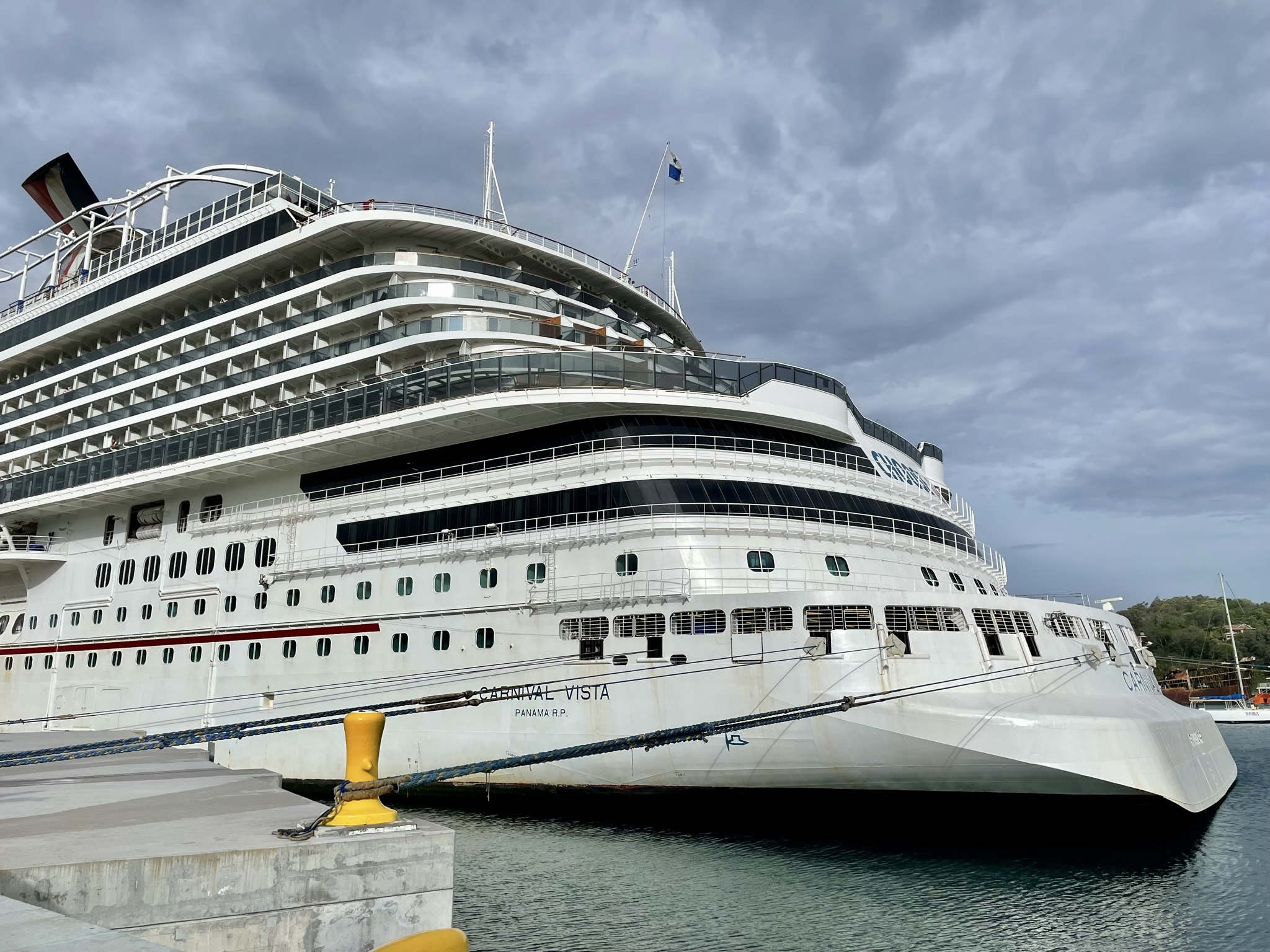
Carnival Vista à Mahogany Bay, Roatan, Honduras le 21 juin 2022.

En juillet 2019, alors que le navire était en route vers son escale à Galveston, il a temporairement subi une perte de puissance au milieu du golfe du Mexique.
Le 28 novembre 2019, sept passagers à bord du Carnival Vista effectuaient une visite en bus indépendante au Belize lorsque le bus s'est écrasé, faisant deux morts et cinq blessés.
Le 6 mars 2020, un homme a été inculpé pour l'agression présumée d'un adolescent à bord du navire.
En mai 2022, Carnival Vista a commencé à rencontrer des problèmes de propulsion qui ont affecté sa vitesse maximale, comme lors de l'incident de juin 2019. Pour cette raison, certains itinéraires ont été modifiés en cours de route. Aucune annonce officielle n'a été faite par Carnival Cruise Line au 19 mai 2022. Le représentant de la société, John Heald, a déclaré que des techniciens examineraient le navire à Galveston pour réparer le système de propulsion. La même défaillance s'est reproduite sur les navires jumeaux Carnival Horizon et Carnival Panorama.

### Pandémie de corona virus
Au cours de la pandémie de coronavirus, le CDC a signalé, dès le 22 avril 2020, qu'au moins une personne testée pour le SRAS-CoV-2 avait été testée positive dans les 14 jours suivant le débarquement.

## Liens
1. ↑  cf. www.starcroisieres.com
2. ↑  Pam Wright, Carnival Vista Cruise Ship Creates 'Mini-Tsunami' That Destroys Italian Marina, weather.com, September 11, 2016.
3. ↑  « Messina, l'onda della nave da crociera travolge il porticciolo », Repubblica Tv - la Repubblica.it, 2 septembre 2016
4. ↑  The Daily News - Galveston County
5. ↑  Thakkar, « Carnival Vista Arrives to Begin First-Ever Floating Dry Dock », Cruise Hive, 13 juillet 2019
6. ↑  Labrut, « Heavy lift world first for Boskalis to transport Carnival Vista to drydock », Seatrade Maritime - Shipping, Maritime and Offshore Marine News, 4 juillet 2019
7. ↑  (en-GB) « Carnival Vista Repair Underway », www.cruiseindustrynews.com, 15 juillet 2019
8. ↑  Vidéo de l'opération sur Youtube
9. ↑  Page sur independent.co.uk
10. ↑  (en-US) « Carnival Vista is Officially Delivered », cruiseradio.net, 28 avril 2016 (consulté le 29 janvier 2018)
11. ↑  « Carnival Vista - What You Need to Know », Cruise Radio, 22 janvier 2015 (consulté le 26 janvier 2016)
12. ↑  (en) « Carnival Vista Heads to Galveston, Carnival Breeze to Port Canaveral | Travel Agent Central », www.travelagentcentral.com, 12 janvier 2017 (consulté le 17 janvier 2018)
13. ↑  « Carnival Cruise Lines News », Carnival-news.com, 12 février 2015 (consulté le 26 janvier 2016)
14. ↑  (en-US) « Carnival Cruise Line's Three Newest Cruise Ships Headed to New Homeports », cruisefever.net, 13 août 2018 (consulté le 14 août 2018)
15. ↑  « Carnival Vista, which sets sail from Galveston, temporarily loses power at sea », HoustonChronicle.com, 3 juillet 2019
16. ↑  Zamora-Nipper, « Two Carnival Cruise Line passengers killed in Belize bus accident, cruise line says », KPRC, 28 novembre 2019
17. ↑  Hermosillo, « FBI: Man charged with assaulting teen aboard Carnival Vista », HoustonChronicle.com, 9 mars 2020
18. ↑  (en-US) « Carnival Vista Suffers Propulsion Issues, Port of Call Canceled », Cruise Hive, 17 mai 2022 (consulté le 19 mai 2022)
19. ↑  « CDC's role in helping cruise ship travelers during the COVID-19 pandemic | CDC » [archive du 22 avril 2020], 22 avril 2020